# Patrick du Chau
Patrick du Chau (* 9. Februar 1959 in Opbrakel) ist ein ehemaliger belgischer Radrennfahrer.

## Sportliche Laufbahn
Patrick du Chau war im Straßenradsport aktiv. Er war Teilnehmer der Olympischen Sommerspiele 1980 in Moskau. Im Mannschaftszeitfahren kam Belgien mit Patrick du Chau, Marc Sergeant, Gerrit Van Gestel und Leo Wellens den 16. Rang.